# شفيق فياض
شفيق فياض هو ضابط عسكري سوري. كان أحد الضباط الذين تم اتهامهم بالقيام بمجزرة حماة 1982. ولد في عين العروس، منطقة القرداحة باللاذقية، وتدرج بالمناصب العسكرية حتى أصبح قائد الفرقة المدرعة الثالثة، ورقي إلى رتبة عماد في أواخر التسعينيات. وعين نائبا لوزير الدفاع السوري مصطفى طلاس، حتى عام 2003.